# レイク・シティ・ウェイ駅

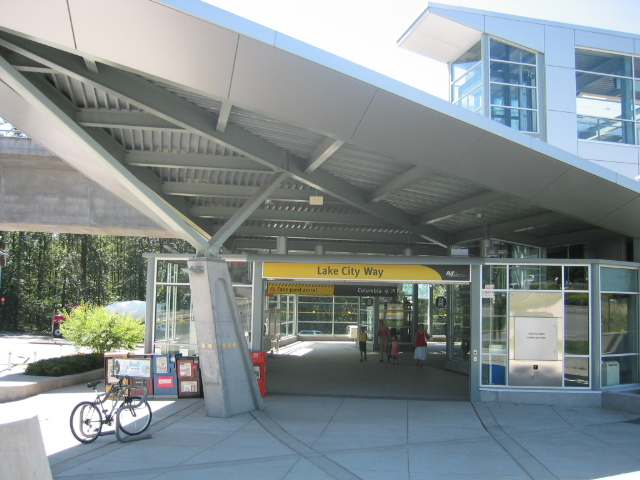
レイクシティウェイ駅玄関

レイクシティウェイ駅（英: Lake City Way Station）は、カナダのブリティッシュコロンビア州バーナビーにある、スカイトレイン ミレニアム・ラインの駅である。

## 歴史
- 2003年11月21日：ミレニアム・ラインの駅として開業[1]。
- 2016年1月：ICカード「コンパスカード」の利用が可能となる[2]。

## 駅構造
相対式ホーム2面2線を有する高架駅である。
| ホーム | 路線              | 行先                          |
| ------ | ----------------- | ----------------------------- |
| 1      | ■ミレニアムライン | VCC-クラーク方面              |
| 2      | ■ミレニアムライン | ラファージ湖 - ダグラス駅方面 |

## 駅周辺
施設
- チャールズ・ランメル公園

バス路線
スカイトレインが運行しない深夜には夜行バスN9が運行しており。
| バス停 | 路線                                           |
| ------ | ---------------------------------------------- |
| 58363  | 134系統・ ブレントウッド・タウンセンター駅     |
| 53305  | N9系統・ コキットラム・セントラル駅（深夜バス) |
| 53308  | N9系統・ ダウンタウン（深夜バス)               |

## 隣の駅
■ミレニアムライン
スパーリング-バーナビー・レイク駅 - レイク・シティ・ウェイ駅 - プロダクション・ウェイ-ユニバーシティ駅